# レソト

レソト王国
Muso oa Lesotho（ソト語）
Kingdom of Lesotho（英語）

国の標語：Khotso, Pula, Nala（平和、雨、繁栄）
国歌：Lesōthō Fatše La Bo Ntat'a Rōna
レソト、父なる地

レソト王国（レソトおうこく、ソト語: Muso oa Lesotho IPA: [lɪˈsʊːtʰʊ]、英語: Kingdom of Lesotho [ləˈsuːtuː] ( 音声ファイル)）、通称レソトは、アフリカ南部に位置する立憲君主制国家。イギリス連邦加盟国のひとつ。周囲を南アフリカ共和国に囲まれた世界最南の内陸国で、首都はマセルである。1966年にイギリスから独立した。英領時代の旧称はバストランド。非同盟中立を宣言している。

## 国名
「レソト」とは、「ソト語を話す人々」という意味である。イギリス保護領時代はバストランド保護領と呼ばれていたが、独立と同時にレソトへと改称した。

## 歴史

### 独立前
現在のレソトの地域はサン族（ブッシュマン）の居住地だったが、16世紀に入るとバントゥー系ソト族が北方より移動してきてサン族を駆逐し、この地を支配した。1820年代に入るとこの地方はズールー王国の大侵攻にはじまるムフェカネ（大壊乱）と呼ばれる動乱期に入るが、1822年に即位した初代国王モショエショエ1世はタバ・ボシウ丘陵に立てこもってングワネ人やンデベレ人の侵攻をしのぎ、勢力を拡大した。ついで1835年にはオランダ系のボーア人が西方への大移動、いわゆるグレート・トレックを開始し、これに対抗するため1843年にイギリスの保護を受けることとなった。ボーア人がレソトの西方に建設したオレンジ自由国とは数度の戦闘を繰り返したものの次第に不利となり、1869年に講和を結んだ。この条約によってレソトはバストランドとされ、またカレドン川以西の肥沃な領土を割譲し、国土が半減したうえ山岳地帯のみを領するようになった。
1870年にモショエショエ1世が崩御すると、翌1871年にイギリスはバストランドをケープ植民地へと併合したが反乱が発生したため、1884年にイギリスはバストランド保護領を復活させ、間接統治を行うようになった。1903年には民族協議会が設立され、1960年には自治が認められた。この時期にはバストランド国民党やバストランド会議党といった政党も設立されるようになり、1965年に行われた独立準備選挙で勝利した国民党が組閣を行った。

### 独立後
1966年10月4日にバストランドはイギリス連邦の一員としてイギリスから独立し、レソト王国を建国した。国王モショエショエ2世は立憲君主となり、首相にはバストランド国民党のレアブア・ジョナサンが就任した。
1970年の総選挙では与党の親南アフリカ政策が国民の反発を呼び、野党のバストランド会議党が勝利したが、敗北した与党とジョナサン首相は下野を拒み、野党指導者らを投獄したうえ、野党支持を表明したモショエショエ2世を亡命させて一党独裁体制を敷いた。モショエショエは同年中にレソトに帰還したものの、これをきっかけとしてジョナサン政権が反南アフリカへと転換したため、周囲の南アフリカ共和国との関係が悪化し、経済制裁を受けた。
1986年1月、ジャスティン・レハンヤ軍司令官によるクーデターが発生し、ジョナサン政権が打倒された。レハンヤが軍事評議会議長に就任し、王制は維持されたものの政党の活動が禁止された。しかし、レハンヤとモショエショエの関係が悪化すると、1990年3月には国王モショエショエ2世が再度イギリスに亡命し、レハンヤも11月にモショエショエ2世の皇太子であるレツィエ3世を即位させた。1991年4月にはエリアス・ラマエマによる無血クーデターが発生し、レハンヤも追放された。ラマエマも民主化の方針を明確に打ち出し、1993年には民主選挙が実施されてバスト会議党が大勝、党首のヌツ・モヘレが首相に就任した。
民主化はされたものの、前国王モショエショエ2世の復位を求める国王レツィエ3世とモヘレ首相の対立が激化し1994年8月にレツィエ3世が全閣僚と議会を解散、憲法を停止した。これに対して国民は反発し始め、ゼネストや抗議デモによりレツィエ3世が退位すると、1995年1月には権限を持たない立憲君主としてモショエショエ2世が復位した。しかし1年後の1996年1月、モショエショエ2世が交通事故により崩御したため、レツィエ3世が復位した。
1997年、首相のヌツ・モヘレが与党・バストランド会議党（BCP）を離党、新党・レソト民主会議を結成し全閣僚が参加した。1998年5月には下院総選挙が実施され、与党LCDが79議席（定数80）を獲得し圧勝した。同時にヌツ・モヘレが引退し、副首相のパカリタ・モシシリが首相に就任した。しかし政情不安定は続き、8月には選挙結果に不満を持つ群集が暴徒化し、王宮が占拠され、9月にはクーデター未遂事件が発生した。こうしたことから、9月22日には南部アフリカ開発共同体（SADC）に介入を要請し、南アフリカ軍とボツワナ軍が国内で治安維持活動を行った。翌1999年5月には治安回復を受け、南アフリカ軍とボツワナ軍が撤退した。
2001年には下院関連法が改正され、レソト王国議会は定数120、小選挙区比例代表併用制によって選出されることとなった。その後、2002年、2007年の選挙では与党・レソト民主会議が勝利しモシシリ政権が継続したが、2012年5月の総選挙でレソト民主会議や民主会議といった与党は過半数を獲得できず、全バソト会議やバソト国民党などによる連立政権が成立。トーマス・タバネが首相に就任した。
2014年8月には軍部によるクーデターが発生。トーマス・タバネ首相が南アフリカへ出国したが、SADCの仲介によって9月3日にタバネはレソトに帰国し、事態は沈静化した。その後、2015年の選挙でレソト民主会議と民主会議が勝利しモシシリが再び首相に就任したが、2017年の選挙では全バソト会議が勝利してタバネがふたたび首相となった。

## 地理

### 地形

地形図

レソトは周囲を南アフリカ共和国に囲まれた内陸国である。いったん周囲の南アフリカ共和国を経由しないと行き来できない地域すらあるため、「アフリカのスイス（元は山々に囲まれて、景色の良い意味で呼ばれた）」「南部アフリカの屋根」ともいわれている。
全土がドラケンスバーグ山脈の山中に位置するため、平地が一切なく全土の標高が1400mを超える。最高峰は東端近くにあるタバナントレニャナ山であり、標高3482mはアフリカ大陸南部の最高峰でもある。国土中部および東部は2000m以上の山地からなっている。主要河川は、南アフリカ共和国との国境付近に源流があり、国土南部を横断した後、南アフリカ共和国とナミビアを経由して大西洋に注ぐオレンジ川である。オレンジ川流域は東部山地が中心であり、強い侵食作用によって深い渓谷を刻んでいることが多い。もう一つの主要河川は国土北部を流れて南アフリカとの国境をなす、オレンジ川支流のカレドン川である。北西部のカレドン川流域は標高が低く起伏が緩やかで人口の多くがこの地方に居住し、首都マセルもこの地域に存在する。国土のほぼ全域は、カレドン川を含むオレンジ川流域に属している。レソトの最低地点はオレンジ川が南アフリカ共和国に流れ出す南西部にある。

レソトの風景
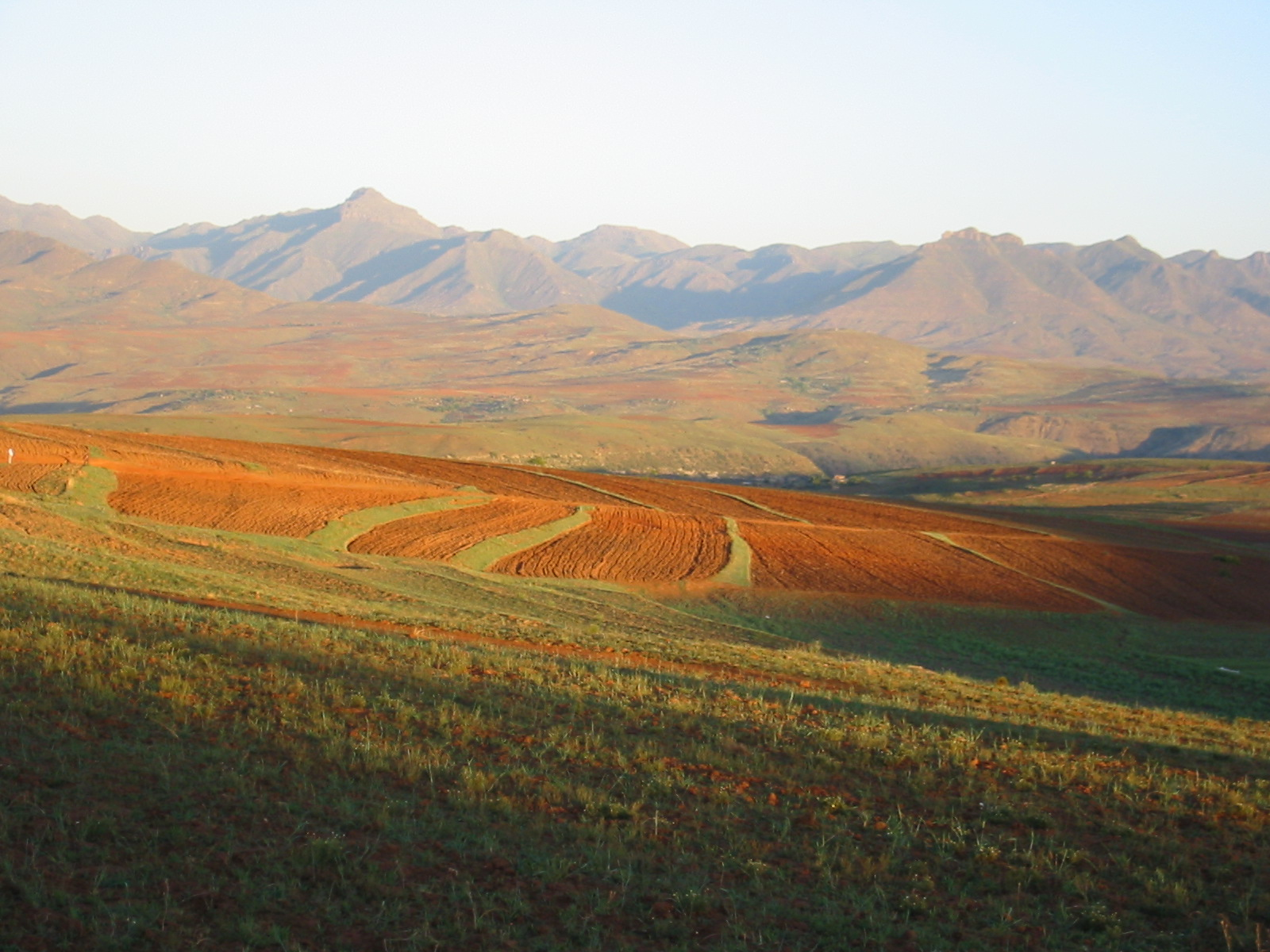
レソトの風景
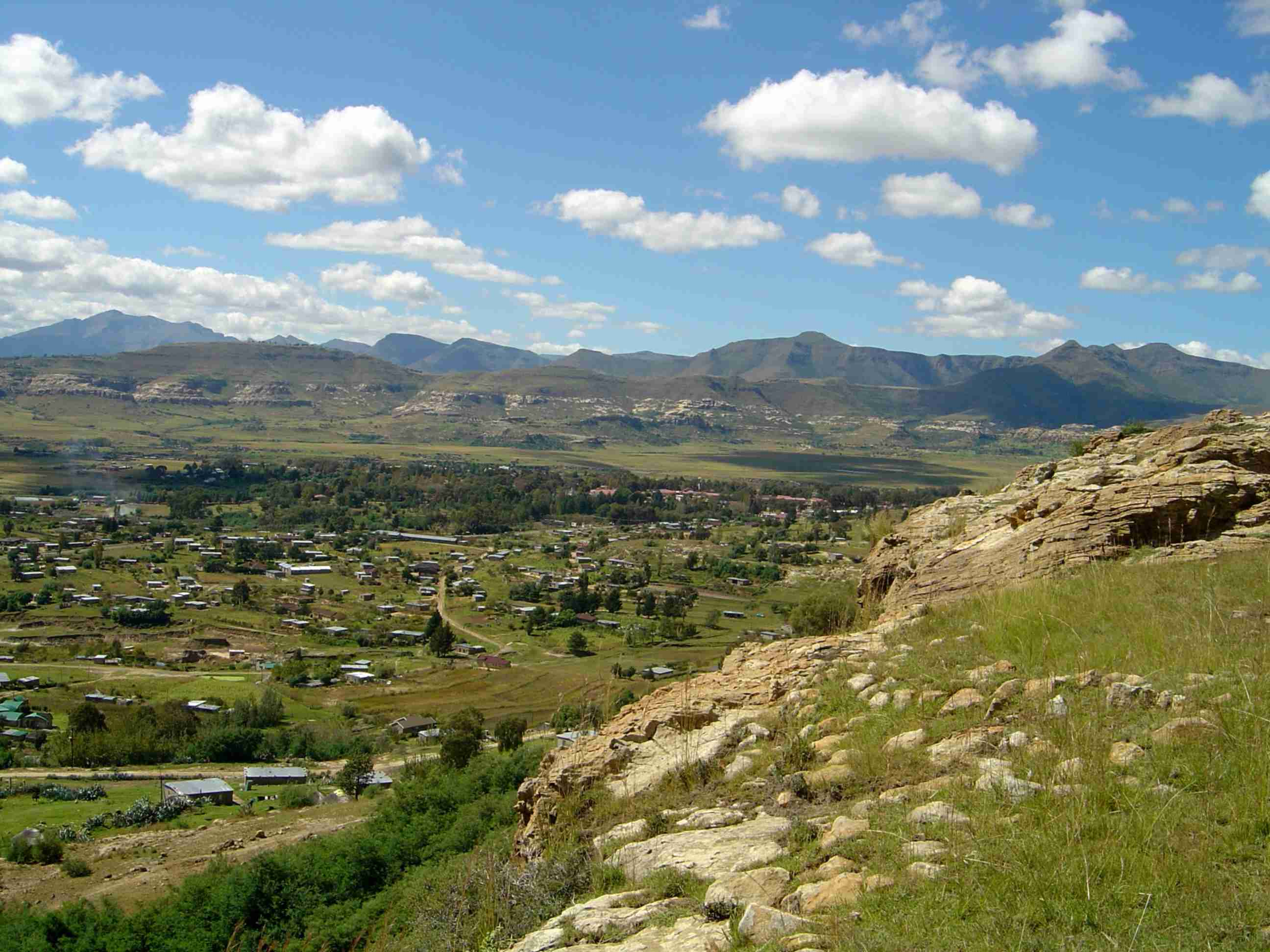
ローマ(Roma)（英語版）

### 気候
レソトは地形とは異なり、気候には恵まれている。全土がケッペンの気候区分による温暖湿潤気候 (Cfa) と西岸海洋性気候 (Cfb) であり、イタリア北部に似ている。雨季は存在しないものの、10月から4月にかけての夏季に降雨が多く、冬季は乾燥している。年間降水量は国土全体の平均で700mm程度であるが、山地では1900mmに達する。気温は特に高地では低く、冬季には積雪も見られる。植生は樹木が少なく、ほとんどが草原によって覆われている。

## 地方区分

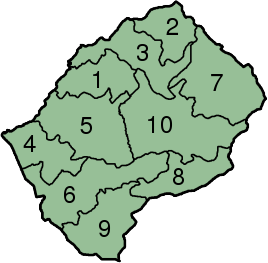
レソトの県

レソトの最上級の地方行政単位は、10ある県である。
1. ベレア県 (Berea)
2. ブータ・ブーテ県 (Butha-Buthe)
3. レリベ県 (Leribe)
4. マフェテング県 (Mafeteng)
5. マセル県 (Maseru) - 南アフリカ共和国との国境に近い西端に首都マセルが位置する。
6. モハレス・フーク県 (Mohales Hoek)
7. モコトロング県 (Mokhotlong)
8. クァクハスネック県 (Qacha's Nek)
9. クティング県 (Quthing)
10. ターバ・ツェーカ県 (Thaba-Tseka)

### 主要都市
最大都市は首都のマセル（都市圏人口22万人、2014年）である。マセルは国土の西端に位置し、カレドン川を挟んだ対岸は南アフリカ共和国領となっているが、レソトの政治・経済の中心となっている。

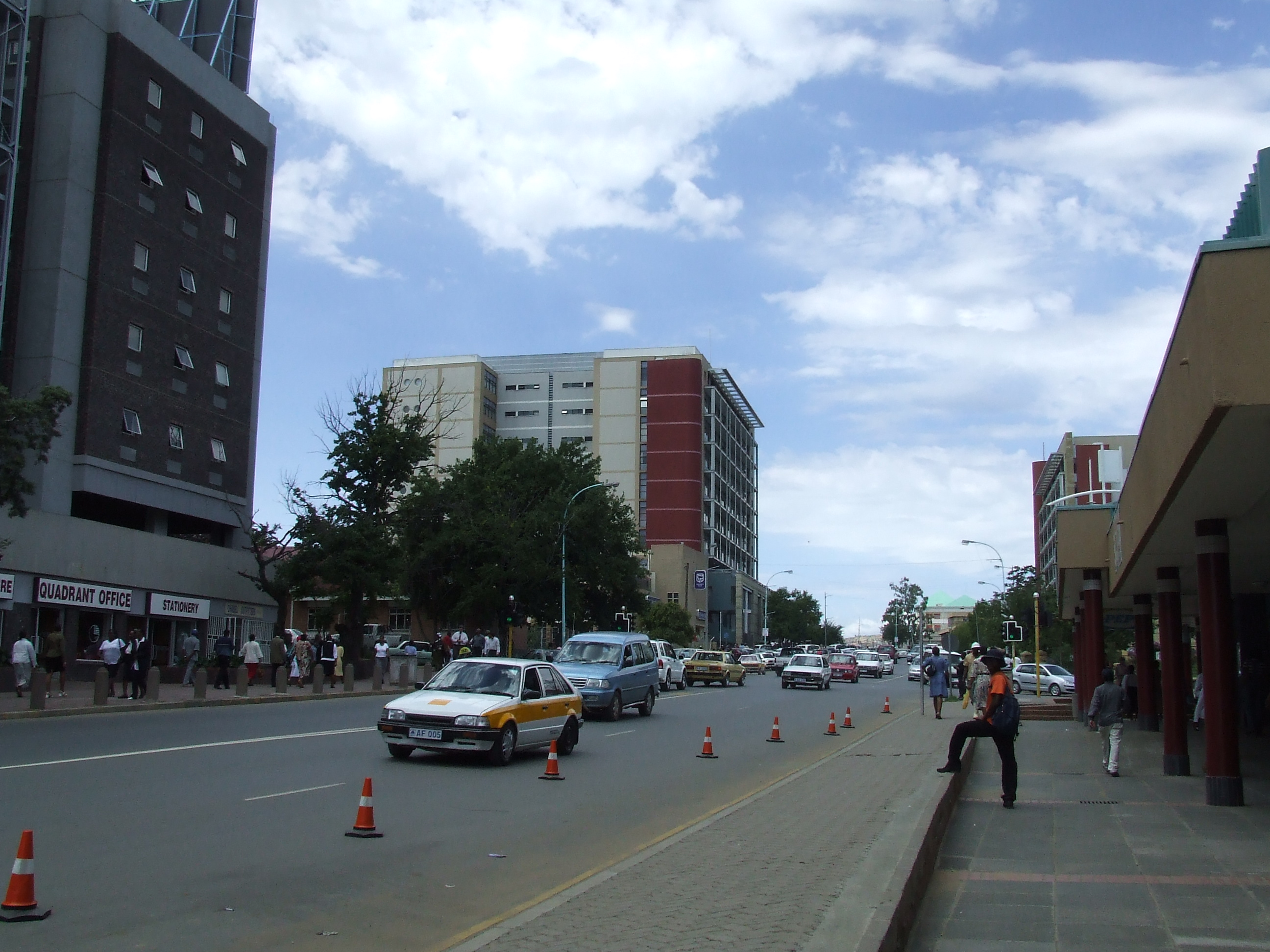
首都マセルの中心街
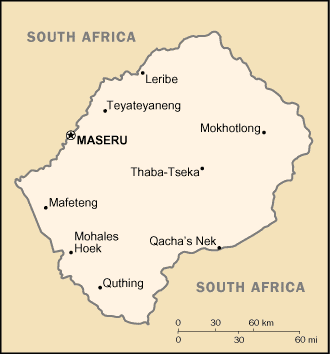
レソトの都市位置図

| - 首都マセルの中心街 - レソトの都市位置図 |

## 政治

### 行政

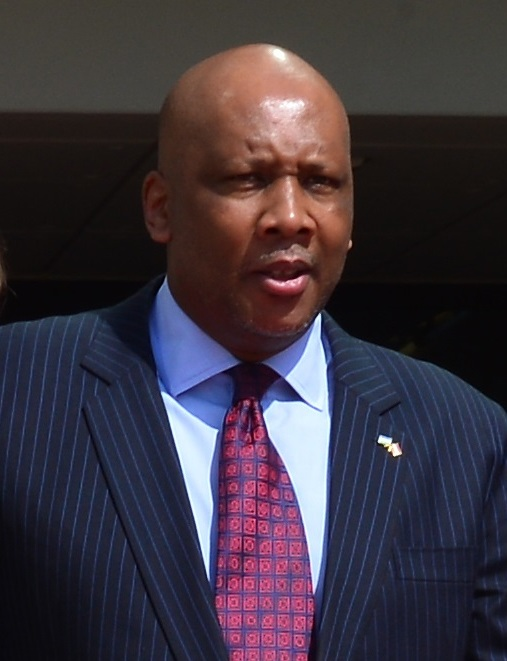
レツィエ3世(2013年)

国家元首は、国王のレツィエ3世（本名：デーヴィッド・モハト・レツィエ・ベレン・セーイソ）で、立憲君主制をとる。国民統合の象徴的地位で、政治的権力を有さない。国王の位はセーイソ家による世襲制である。
行政執行権は、首相を長とする内閣が行使する。議院内閣制。

### 議会
レソト王国議会は二院制である。上院は、全33議席。22人の主要部族長と下院の支配政党が指名する11人が上院議員となる。下院の議席数は、2001年の法改正により80議席から120議席に増やされた。そのうち80を小選挙選挙で、40を比例代表制選挙で選出する。任期5年。

### 政党
2022年10月時点で、レソト王国の国民議会で議席を有する政党が14政党ある。レソトの最大の政党は2022年3月にレソトの実業家であるサム・マテカネによって設立された繁栄のための革命であり、全120議席中56議席を占める。また、繁栄のための革命と連立を組んでいる同盟民主は5議席、経済改革運動は4議席である。
なお、これに対抗する最大野党は「繁栄のための革命」に次いで多くの議席を得た社会民主主義政党の民主会議は29議席である。そして、前与党の自由主義政党の全バソト会議の議席数は2022年レソト総選挙で惨敗し8議席、1997年から2012年まで与党だったレソト民主会議（LCD）は3議席である。
その他、第4党のバソト行動党（2021年4月23日に元法務大臣の全バソト会議副党首のンコサ・マハオによって設立された政党、6議席）、第8党の社会革命党（全バソト会議の元メンバーであるテボホ・モジャペラによって2017年10月に設立された政党、2議席）がある。

## 国際関係
レソトの隣国でもある南アフリカは周囲を完全に取り囲んでおり、南アフリカを経由しない限り他国との陸上アクセスが不可能であるため、この関係が非常に重要である。南アフリカを中心とする周辺諸国とは南部アフリカ関税同盟を結んでおり、ここからの収入が財政に大きな比重を占めるほか、経済的にも同国の経済圏に包含されており、労働輸出の大半および輸出の5割近く、輸入の9割近くが南アフリカとのものである。通貨ロチも南アフリカ・ランドと等価であり、事実上ランド通貨圏に含まれている。

### 日本国との関係
日本はレソトに在外公館を置いておらず、在南アフリカ日本大使館が兼轄する。レソトも以前は駐日大使館を置いていなかったが、2007年に駐日レソト大使館を開設した。貿易はレソトの大幅な入超となっている。また、アフリカにおける日本のビザ免除対象国は、モロッコ、チュニジア、セネガル、モーリシャス、レソト、エスワティニ、南アフリカ、ボツワナ、ナミビアの9か国のみである。

## 経済
レソトの1人あたり国民総所得は1280ドル（2015年）に過ぎず(2023年ではさらに1160ドルに低下）、後発発展途上国に含まれている。レソト経済は1980年代まで労働力移出によって支えられていたものの、1980年代後半にレソト高地水路計画が実施されて以降、電力や水の輸出国となり、さらに2000年以降は繊維工業が急成長を遂げ、衣類が総輸出の半分以上を占めるようになるなど産業振興が進んでおり、労働力輸出の占める割合は減少しつつある。主な輸出先は2012年には南アフリカ共和国 (47.3%)、アメリカ合衆国 (43.9%)、ベルギーである。主な輸入先は88.9%を南アフリカ共和国が占める。
南部アフリカ関税同盟に加盟しているため、南アフリカなど加盟諸国間の貿易は無関税であり、また域外諸国からの関税を共通徴収している。同盟からの分配金はレソト財政にとって非常に重要であり、1999年にはこの分配金が国家歳入の50％を占めた。この状況は繊維産業などが成長した2013年においても全く変わらず、歳入に占める分配金の割合は50％のままとなっている。通貨はロチであり、南アフリカランドと1対1で連動している。

### 農牧業
レソトは気候には恵まれているものの、地形の制約のため耕地面積は国土の9.4%にとどまる。そのため農業は振るわず、第一次産業従事者人口は国民の12%と少ない。ただし、南部アフリカでは唯一、植民地期に白人が農業進出を行わなかったため、土地のほとんどは黒人の手に残された。農業は零細な自給農業がほとんどで、主にトウモロコシやモロコシが栽培される。男性の多くが南アフリカなどへ労働に出かけるため、こうした農業は主に女性や老人によって営まれてきた。しかし食糧生産は国内需要を満たすことが古くからできておらず、多くは輸入によってまかなわれている。
農地に恵まれない一方、放牧は盛んで1994年時点には国土の65.9%が放牧に振り向けられていた。家畜の頭数は、人口よりも多い。財産としてはウシを重視するものの、牧畜産業としてはヒツジが中心であり、独立前の1960年代初頭には羊毛が輸出の75％を占めていた。他産業の成長により羊毛の重要性は低下したものの、それでも2012年には総輸出の5.2％を占め、第4位の輸出品となっている。このほかにもヤギの飼育が多く、これから作られるモヘアも特産品の一つとなっている。放牧は山地も含め全土で行われているものの、過放牧による植生の荒廃や土壌侵食も問題となっている。

### 鉱工業

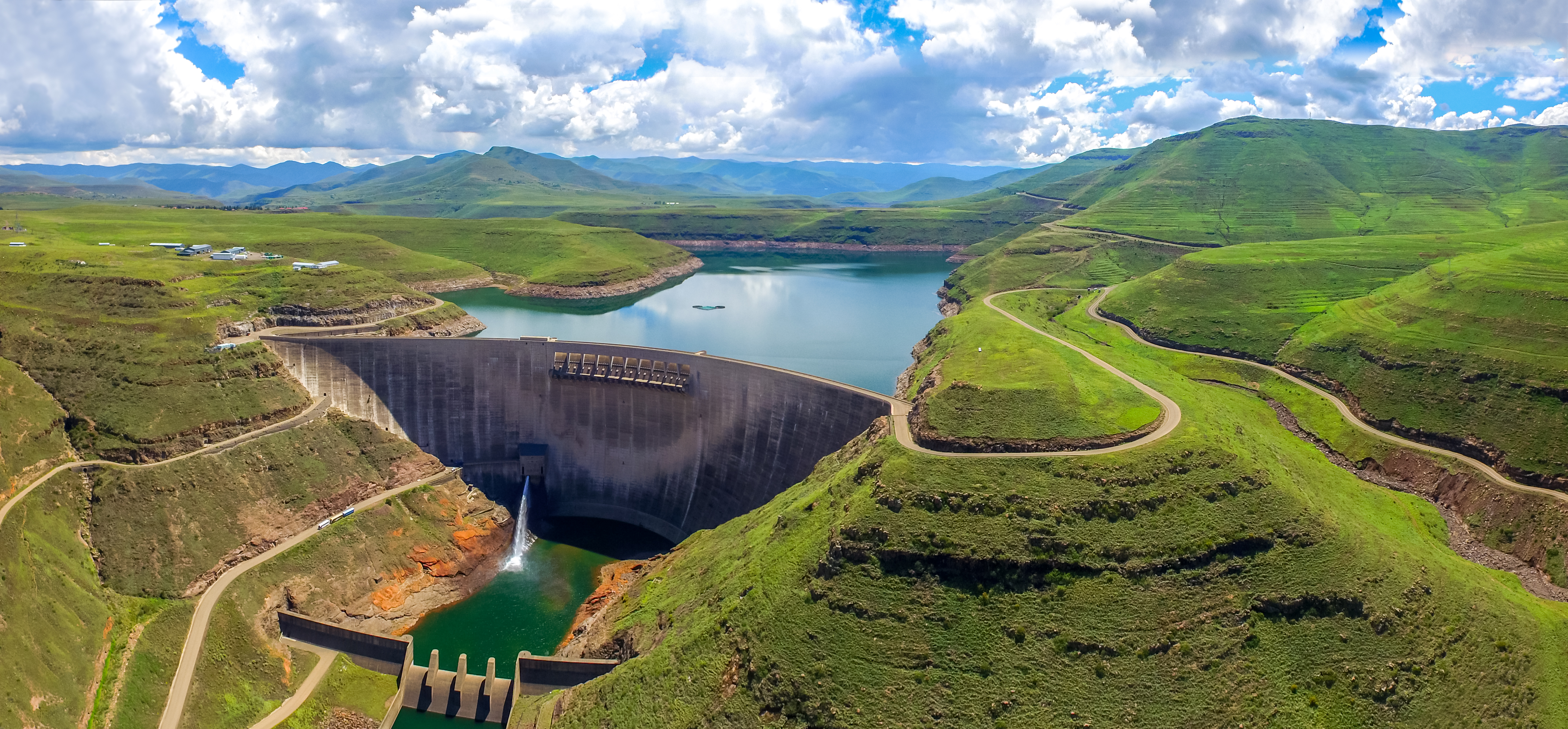
カツェダム
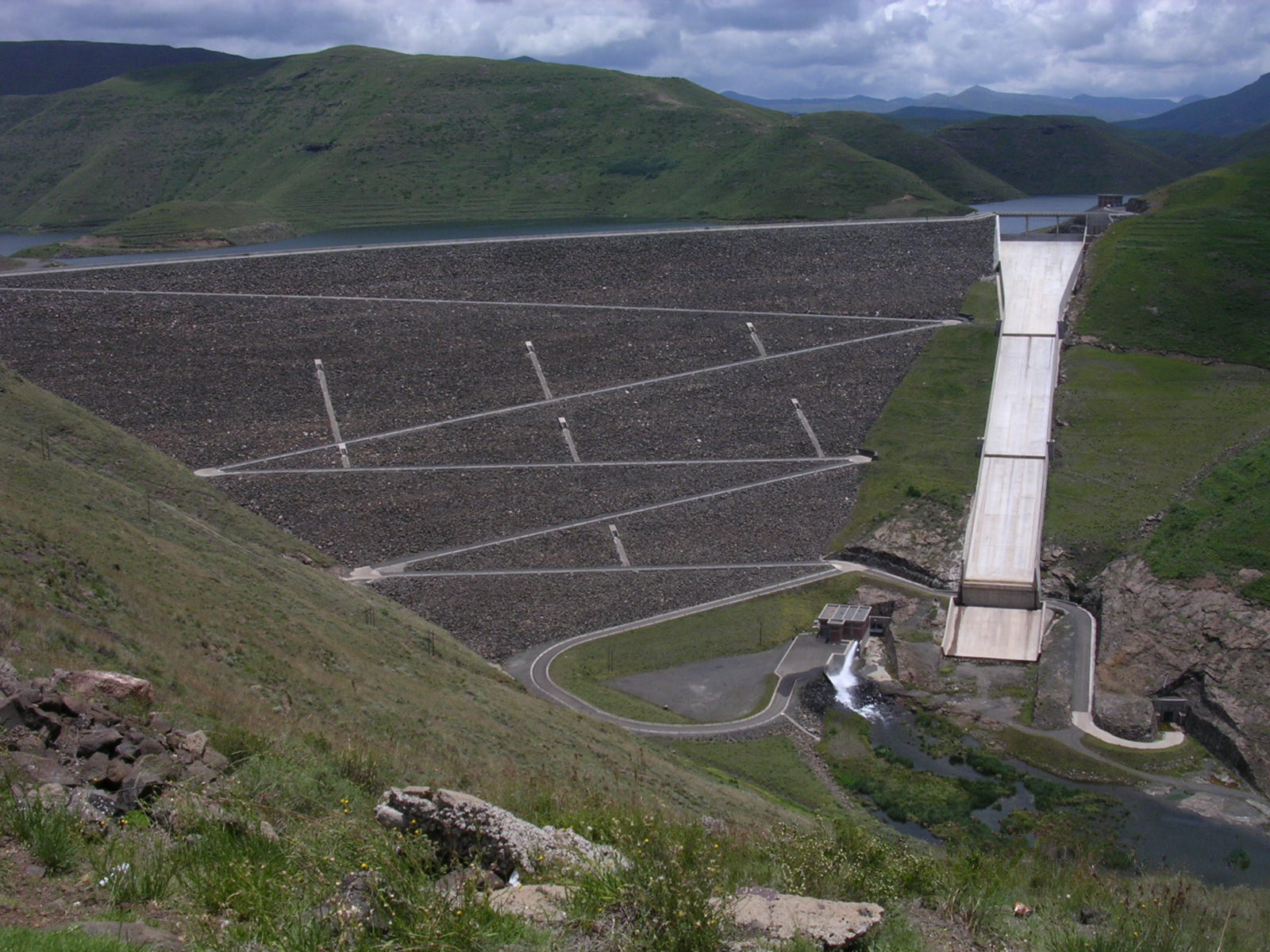
モハレダム

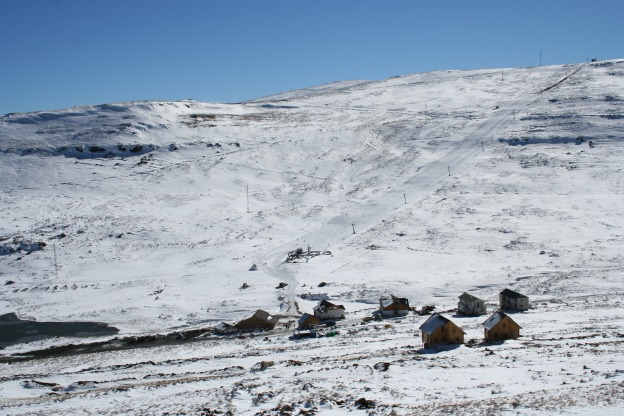
アフリスキー

1986年以降、レソトの豊富な水資源に着目した南アフリカとの間でレソト国内にダムを複数建設して、南アフリカの産業地帯に水と電力を供給するレソト高地水路計画が実施され、カツェダムやモハレダムといった巨大ダムが建設された。この計画はレソトに少なくない歳入と建設業の成長をもたらした。この計画により、2012年には水の輸出が総輸出額の9.5％を占め第3位となっているほか、ダム湖は観光名所の一つとなり、さらに冷たく澄んだ水を生かしてカツェ・ダムではニジマスの養殖が行われ、主に日本へと輸出されている。このニジマス輸出は、2016年にはレソトから日本への輸出額の約4分の1を占めた。
2000年には、アメリカがアフリカ成長機会法を施行して以降、アメリカ市場向けの繊維産業誘致に成功し2000年以降、年率3%を超える国内総生産の成長を果たした。2008年の第二次産業従事者は41.8％に達しており、工業の成長が目立つ。中でも繊維産業の割合が高く、2012年には輸出の56%が衣類によって占められた。。
レソトに鉱物資源はほとんど存在しないが、ダイヤモンドだけは1976年に北東部のレツェングにおいて鉱山が発見され、以後採掘が行われている。この鉱山ではしばしば巨大なダイヤモンド原石が発見され、2006年には603カラット、2008年には478カラット、2018年には史上5番目の大きさとなる910カラットの原石が発見されている。
近年は観光業にも力を入れており、主にヨーロッパからの保養客を受け入れている。落差198mを誇るマレツニャーネ滝などの美しい風景に恵まれ、トレッキングなどのアウトドア・スポーツも盛んである。北部にあるアフリスキーはレソト唯一、南部アフリカでも2つしかないスキー場のひとつであり、冬になるとスキーを楽しむために多くの観光客が訪れる。

### 労働輸出
国内の産業が振るわないため、レソト経済は19世紀以降、南アフリカ共和国への鉱山労働者の出稼ぎによって支えられており、1959年には成人男子の43％、1980年代には成人男子の5分の2が出稼ぎ労働者となっていた。その後、上記のような産業の成長により、レソトからの出稼ぎは大きく減少傾向にあるものの、依然として南アフリカ国内でのレソト人労働者の数は合法不法を問わず多く、モザンビークやジンバブエとともに同国への不法移民の上位を占めている。

## 国民

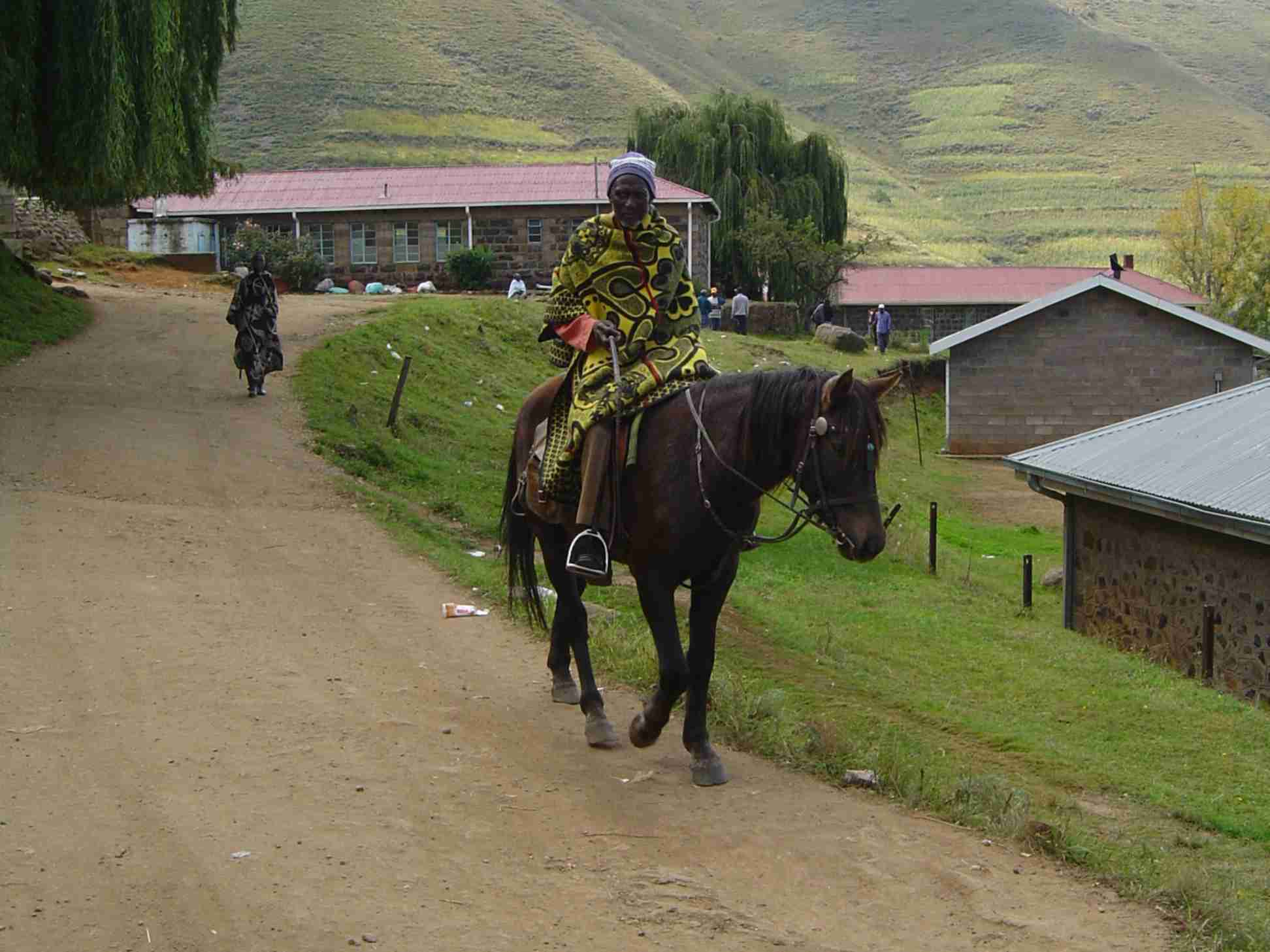
ソト族の騎手。

### 人口
レソトの人口は独立前の1963年に72万7000人だったものが1986年には156万人、2017年には223万人にまで増加した。人口密度は2017年で1km2あたり74人とそこまで高くはないが、国土のほとんどが山岳地帯であるためこの人口を養うことができず、慢性的に人口過剰であり隣国の南アフリカ共和国に多くの労働者が出稼ぎを行う要因となっている。

### 民族
国民の99.7%がバントゥー系のソト族である。レソトの国民は、単数形では、モソト (Mosotho)、複数形では、バソト (Basotho) と呼ばれる。

### 言語
ソト語（セソト、南部ソト語）と英語が公用語とされている。

### 宗教
国民の約9割はキリスト教徒である。この他に伝統宗教も存在する。

### 教育
レソトでは、1966年の独立直後から教育、特に初等教育に力を入れている。教育レベルにおいて男女格差が最も少ない国家の一つであり、2015年時点で国家全体の識字率が79.4％なのに対し、女性の識字率は88.3％に達する。しかし、男性の識字率は70.1％にとどまっている。これは男子児童が放牧の労働力として、組み込まれていることによる。高等教育機関としては、ロマ市にレソト国立大学が存在する。

### 保健
HIV（ヒト免疫不全ウイルス）感染者が1990年代以降激増し、国民の約1/4がHIV感染者である。そのため、平均寿命は51.5歳（男性：48.7歳、女性：54.6歳）と世界で最も低く、成人死亡率が世界でもっとも高い国となっている（WHO2013年統計、平均寿命は2021年統計）。

## 交通
鉄道は南アフリカのブルームフォンテーンからの路線が首都マセルにまで延びている。ただし、路線のレソト国内に占める距離は1kmほどである。空港は、マセルにモショエショエ1世国際空港が存在するほか、国内各地にマテカネ空港のような小規模滑走路が点在する。

## 文化

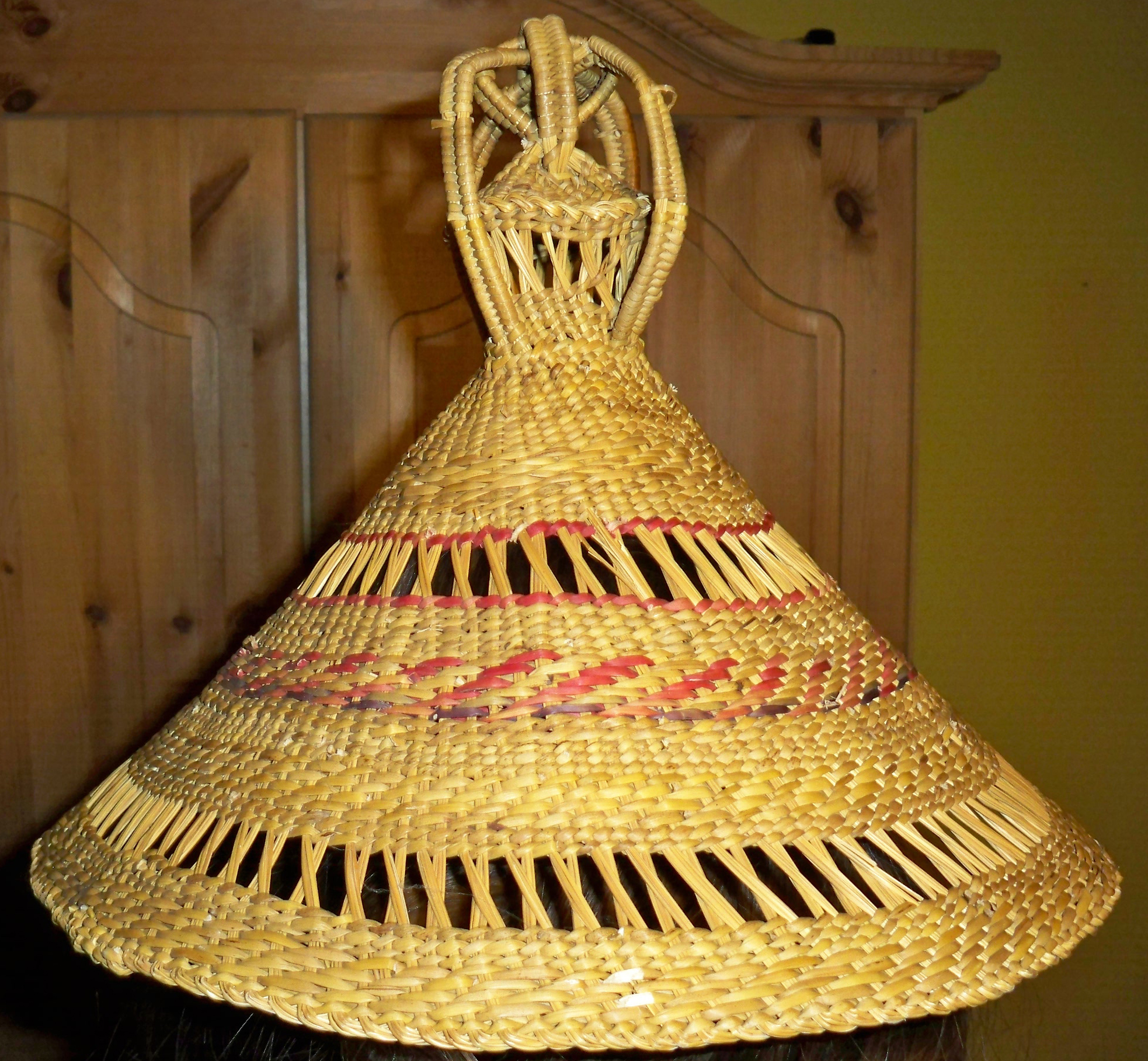
バソト・ハット

レソトの民族衣装としては、バソト・ハット（ソト語ではモコロトロ）と呼ばれる円錐形の麦わら帽子と、防寒のために身にまとうブランケットが特徴的である。なかでもバソト・ハットは国の象徴とされ、1966年から1987年までの初代レソト国旗および、2006年から使用されている現行国旗においてこの帽子があしらわれている。

### 食文化
主なレソトの食文化には、トウモロコシの粉を炊いたパパや、青菜を炒めたモロホなどがある。

### 世界遺産
世界遺産としては、複合遺産が1件存在する。南東部のセアラバセベ国立公園は、南アフリカのウクハランバ・ドラケンスバーグ公園と共同で、マロティ＝ドラケンスバーグ公園として2013年に世界遺産に登録された。

### スポーツ
レソト国内でも他のアフリカ諸国同様に、サッカーが圧倒的に1番人気のスポーツとなっている。1970年にサッカーリーグのレソト・プレミアリーグが創設された。レソトサッカー協会によって構成されるサッカーレソト代表は、FIFAワールドカップおよびアフリカネイションズカップへの出場経験はない。

### 標準時
レソトでは南アフリカ標準時を採用しており、協定世界時より2時間進んだ時間を採用している。

### 祝祭日
| 日付    | 日本語表記 | 現地語表記 | 備考 |
| ------- | ---------- | ---------- | ---- |
| 10月4日 | 独立記念日 |            |      |